# Amadora Este (stație de metrou din Lisabona)
Amadora Este este o stație de pe linia albastră a metroului din Lisabona. Stația este situată sub Piața São Silvestre, la intersecția străzilor Estrada dos Salgados, Rua Manuel Ribeiro Paiva și Rua Elias Garcia, în estul orașului Amadora. Deasupra stației se află un important terminal de autobuze.

## Istoric
Stația a fost inaugurată pe 15 mai 2004, în același timp cu Alfornelos, ca parte a extinderii liniei albastre a metroului către zona Falagueira.
Proiectul original al stației aparține arhitectului Leopoldo de Almeida Rosa, iar decorațiunile pictoriței Graça Morais.
Stația este alcătuită dintr-un hol central situat deasupra peroanelor, din care pleacă cele trei ieșiri către exterior, două către sud și una către nord. Pereții înalți care mărginesc peroanele sunt decorați la fel ca holul central, cu tonuri de galben și albastru care reprezintă pământul și cerul. Cromatica pereților și amplitudinea spațiului doresc să transmită pasagerilor senzația de spațiu deschis, natural. Pavajele sunt realizate din gresie porțelanată și șapă de beton. Pictorița Graça Morais a desenat pe pereții vopsiți în galben din partea superioară a stației uriașe frunze de viță de vie care le induc pasagerilor „amintiri ascunse ale originilor rurale”.
Până cu câteva zile înainte de inaugurare, denumirea prevăzută a stației era Falagueira (numele cartierului în este situată), nume anunțat în mod repetat în materialul publicat de Metroul din Lisabona și folosit chiar și în semnalizare in situ, înlocuit in extremis de „Amadora Este”.
Precum toate stațiile mai noi ale metroului din Lisabona, „Amadora Este” este echipată pentru a deservi și persoanele cu dizabilități locomotorii, dispunând de lifturi și scări rulante pentru ușurarea accesului la peroane.

## Legături

### Autobuze preorășenești

#### Vimeca / Lisboa Transportes
- 101 Lisabona (Colégio Militar) ⇄ Tercena
- 104 Almargem do Bispo ⇄ Falagueira (Gară)
- 106 Falagueira (Gară) ⇄ Carcavelos (Praia)
- 132 A-da-Beja (Largo) ⇄ Lisabona (Colégio Militar)
- 142 Casal da Mira (Dolce Vita Tejo) ↔ Lisabona (Colégio Militar)
- 154 Amadora (Spital) - traseu circular
- 155 Amadora (Spital) - traseu circular
- 162 Algés (Gară) ⇄ Falagueira (Gară)
- 163 Lisabona (Colégio Militar) ⇄ Massamá (Casal do Olival)
- 186 Amadora (Spital) ⇄ Falagueira (Gară)
- 189 Amadora (Gara de Sud) ⇄ Falagueira (Gară)[6]